# Ángela Álvarez
Ángela Álvarez   (Camagüey, 13 de juny de 1927 - Baton Rouge, 6 de desembre de 2024) va ser una cantautora cubana. El 2022, als 95 anys, va rebre el premi Latin Grammy al millor artista novell i es va convertir en la persona més longeva a rebre aquest guardó.

## Trajectòria
Va néixer a Cuba el 1927. En el col·legi de monges on va estudiar, va començar a aprendre a tocar la guitarra. Després també va aprendre a tocar el piano i a cantar, però el seu pare i el seu avi li van prohibir fer de la música el seu treball perquè el consideraven inapropiat per a una dona.
Es va casar i va tenir quatre fills. El seu espòs, qui treballava en la indústria sucrera, la va animar a cantar durant els seus viatges junts per diferents països com El Salvador, Guatemala i Costa Rica.
El 1962, per fugir de la Revolució Cubana, va enviar els seus quatre fills als Estats Units d'Amèrica a través de l'operació Peter Pan organitzada pels Estats Units. Els va seguir uns mesos després, sense el seu marit (altres fonts assenyalen alguns anys) i es va mudar a Miami, sense parlar anglès. Va fer diversos treballs, com recollir tomàquets o netejar oficines.
Va continuar tocant música per a ella i va compondre cançons sobre la seva vida. El seu net Carlos, músic també, es va adonar que la seva àvia cantava i li va oferir gravar-se en un estudi de Los Angeles. El disc Ángela Álvarez, amb 15 cançons (dins de les cinquanta gravades amb una orquestra, que va incloure membres del Buena Vista Social Club i a José Álvarez, un dels seus fills), es va estrenar el 2021 i li va permetre, als seus 95 anys, guanyar el premi Grammy Llatins al millor artista novell, juntament amb Silvana Estrada. Álvarez es va convertir en la persona més longeva a rebre aquest premi. Durant el seu discurs de recollida del premi va emfatitzar: «Mai és tard».
El 2018 va fer el seu primer concert en públic, al Teatre Avalon de Hollywood, amb Andy García com a mestre de cerimònies i acompanyada, entre d'altres, pels músics Ramón Stagnaro, Just Almario, Danilo Lozano, Luis Conte, José Álvarez i Alberto Salas. El 2021 es va estrenar un documental sobre la seva vida, Miss Angela, de Paul Toogood i Lloyd Stanton, i l'any següent va actuar a la pel·lícula Father of the Bride de Gaz Alazraki.

## Discografia
- 2021, Ángela Álvarez

## Filmografia
- 2021, Miss Angela, dirigida per Paul Toogood i Lloyd Stanton[8]
- 2022, Father of the Bride, dirigida per Gaz Alazraki[7]